# 爱德华·希尔斯
爱德华·希尔斯（1910年7月1日—1995年1月23日）是一位美国社会学家，芝加哥大学教授，1983年获巴尔赞奖，主要作品有《论传统》（Tradition，1981年）等。